# Encaste Urcola
Urcola es un tipo de Encaste procedente de la Casta Vistahermosa. 
Por las particularidades genéticas, registradas por el Ministerio del Interior de España, figura dentro del Libro Genealógico de la Raza Bovina de Lidia, dependiente del Ministerio de Agricultura.
Su nombre se debe a la ganadería brava que estaba en propiedad de Félix Urcola, que en 1902 creó su ganadería a partir de las compras de reses a José Antonio Daliz.

## Historia
En el año 1902, Félix Urcola compró una vacada de contrastado pedigrí que poseía José Antonio Ortiz de puro origen Vistahermosa, con 327 reses adquiridas por Urcola que pasaron a la finca Azanaquete en Lora del Río y alcanzó de inmediato una meridiana celebridad, haciendo su presentación en Madrid el 16 de julio de 1904. Apenas tres lustros después se vende en su totalidad a Curro Molina, que le añade sangre de Conde de la Corte en 1926 y tras lo cual fue a parar a José María Galache en 1930. Durante tres decenios fue santo y seña de los toros Galache hasta que llegaron los Vega-Villar, generando dos encastes que se hermanaron.  En el año 1953 la ganadería se dividió en tres partes: Salustiano Galache, Francisco Galache y Eusebia Galache de Cobaleda.

## Características

### Morfología
Sus encornaduras son desarrolladas y suelen frecuentar los corniabierto y playero. Se trata de toros con trapío, prominentes de morrillo y cuello y manos cortas. Presentan capas muy variadas (negros, colorados y castaños, con destacada presencia del melocotón). Tienen poco esqueleto por lo que suelen ser de peso medio y talla media.

## Ganaderías relacionadas
En el año 2009 tan sólo había 5 ganaderías de encaste Urcola, que sumaban solamente 316 vacas reproductoras y 10 sementales.
- Caridad Cobaleda.[14][15][16]

- ‌Alonso moreno de la Cova.[17]

- ‌Salustiano Galache.[18]

- ‌Urcola[19][20][21]

- Francisco Galache.[22]